# Liste der denkmalgeschützten Objekte in Mellau
Die Liste der denkmalgeschützten Objekte in Mellau enthält die 7 denkmalgeschützten, unbeweglichen Objekte der Gemeinde Mellau im Bregenzerwald.

## Denkmäler
| Foto |                 | Denkmal                                                                | Standort                               | Beschreibung | Metadaten |
| ---- | --------------- | ---------------------------------------------------------------------- | -------------------------------------- | --- | --- |
| ja   | Datei hochladen | Kapelle hl. Martin HERIS-ID: 23451 Objekt-ID: 19805                    | bei Oberfeld 402 Standort KG: Mellau   | Die genaue Bauzeit der kleinen Vorsäß-Kapelle in Mellau ist unbekannt, sie entstand jedoch in jüngerer Zeit als die Kapelle in Dös und wurde womöglich als Ersatz für einen älteren Bau errichtet. Das Chorjoch stammt aus dem 17. Jahrhundert, das Westjoch aus dem 19. Jahrhundert. Beide Teile liegen unter einem gemeinsamen Satteldach.                                                                          | BDA-Hist.: Q37876547 Status: § 2a Stand der BDA-Liste: 2025-06-30 Name: Kapelle hl. Martin GstNr.: .179 Kapelle hl. Martin, Oberfeld                               |
| ja   | Datei hochladen | Kath. Pfarrkirche hl. Antonius Eremit HERIS-ID: 23447 Objekt-ID: 19801 | Platz 180 Standort KG: Mellau          | Die Pfarrkirche von Mellau wurde 1981/1982 als Ersatz für den 1875 geweihten Vorgängerbau errichtet, dessen 1903 erhöhter Turm in den Neubau integriert wurde. Weitere ältere Teile, die erneut Verwendung fanden, sind die Glasfenster aus der Zeit um 1940, der Hochaltar von 1873, die 1950 umgebaute Orgel von 1875 sowie einige Figuren und Bilder, darunter eine Marienstatue mit Kind aus dem 15. Jahrhundert. | BDA-Hist.: Q18412240 Status: § 2a Stand der BDA-Liste: 2025-06-30 Name: Kath. Pfarrkirche hl. Antonius Eremit GstNr.: 885 Pfarrkirche hl. Antonius Eremit (Mellau) |
| ja   | Datei hochladen | Kapelle hll. Sebastian und Rochus HERIS-ID: 23452 Objekt-ID: 19806     | bei Schönboden 44 Standort KG: Mellau  | Kleiner gemauerter Rechteckbau von 1935, schindelgedeckt mit Glockenreiter | BDA-Hist.: Q37876559 Status: § 2a Stand der BDA-Liste: 2025-06-30 Name: Kapelle hll. Sebastian und Rochus GstNr.: .192 Schönboden Kapelle (Mellau)                 |
| ja   | Datei hochladen | Bauernhof (Anlage) HERIS-ID: 23455 Objekt-ID: 19809                    | Tempel 73 Standort KG: Mellau          | Der ehemalige Besitzer des Hauses hieß Ignaz, in Mundart abgekürzt einfach „Naze“. Er betrieb in einer kleinen Stube des Hauses eine Küferwerkstatt und in Mellau war das Gebäude daher als Naze's Hus bekannt. Das Gebäude ist einige hundert Jahre alt – eine genaue Jahreszahl ist unbekannt. Es wurde in den Jahren 2004/2005 renoviert.                                                                          | BDA-Hist.: Q37876584 Status: Bescheid Stand der BDA-Liste: 2025-06-30 Name: Bauernhof (Anlage) GstNr.: 828/5                                                       |
| ja   | Datei hochladen | Flur-/Wegkapelle HERIS-ID: 23449 Objekt-ID: 19803                      | bei Vorsäß Dös 168 Standort KG: Mellau | Die gemauerte Kapelle mit Glockenstuhl wurde im 17. Jahrhundert erbaut. Auch der Altar im Innenraum stammt aus dieser Zeit. | BDA-Hist.: Q37876530 Status: § 2a Stand der BDA-Liste: 2025-06-30 Name: Flur-/Wegkapelle GstNr.: .228 Dösvorsäß Kapelle (Mellau)                                   |
| ja   | Datei hochladen | Straßenbrücke, Mellenbachbrücke HERIS-ID: 23453 Objekt-ID: 19807       | Standort KG: Mellau                    | Die Mellenbachbrücke ist eine 1923 errichtete, überdachte Holzbrücke über den Mellenbach unterhalb des Dösvorsäßes. Die Brücke ist als Hängesprengwerk konstruiert und hat ein weit vorgezogenes Satteldach, im Giebelfeld befindet sich ein hölzernes Kruzifix. Flussabwärts ist der Bretterschurz von Licht- und Sehschlitzen durchbrochen. Die Brücke wird heute nicht mehr benutzt.                               | BDA-Hist.: Q37876570 Status: § 2a Stand der BDA-Liste: 2025-06-30 Name: Straßenbrücke, Mellenbachbrücke GstNr.: 2511 Mellenbachbrücke Mellau                       |
| ja   | Datei hochladen | Straßenbrücke, Klausbrücke HERIS-ID: 23446 Objekt-ID: 19800            | Standort KG: Mellau                    | Die gedeckte Holzbrücke über die Bregenzerach wurde im Jahr 1914 errichtet. | BDA-Hist.: Q37876510 Status: § 2a Stand der BDA-Liste: 2025-06-30 Name: Straßenbrücke, Klausbrücke GstNr.: 2499/1 Klausbrücke Mellau                               |